# キャデラック・SRX
SRX (エスアールエックス)は、GMが製造、キャデラックブランドで販売していた自動車である。

## 概要
2001年のデトロイトショーで発表された“VIZON（ヴィゾン）”がルーツであり、初代はそのデザインテイストを生かしたモデルとして2003年のデトロイトショーで初公開され、2代目は2009年のデトロイトショーで発表された。

## 初代 (2003-2010年)
北米においては2003年に発表・発売され、翌2004年から日本での発売を開始している。STSの“シグマ・アーキテクチャ”と呼ばれるFRプラットフォームをベースに、AWD機構を組み込んだ上級SUVとして登場。ポジション的にはエスカレードの下を受け持つことになる。直線基調のエクステリアは「アート&サイエンス」を意識してデザインされたものであり、同時にラグジュアリーさをあわせ持つ。
エンジンには新世代のノーススター・4.6LのV8エンジンを搭載（5速ATの組み合わせとされた）。しかし、2005年モデルで3.6LのV6エンジンが追加されたことにより、エンジンが2種となった。安全機構についてもぬかりがなく、横滑り防止機構である「スタビリトラック」や「マグネティック・ライド・コントロール」、トラクションコントロールシステムつきABSなどが装備されている。3列シートを擁する（7人乗り）室内はフルフラット化が可能なほか、3列目には電動格納機構も備えることで利便性にも配慮している。
年次改良は比較的細かく行なわれた。2005年モデルでは上述のV6・3.6Lエンジンの追加、2006年モデルではパワーリフトゲートを装備、2008年モデルでは右ハンドル仕様の設定ならびに4.6L車のATを6速に変更し、インテリアを刷新するなどしている。また、2009年モデルでは左ハンドルの3.6L車のみとし、BOSEサウンドシステムなどを追加。

## 2代目 (2010-2016年)
日本ではSRXクロスオーバーの車名で販売される。先代のFRからGMC・テレインなどと共通のFFベース（GMシータプラットフォーム）へ変更されるとともにダウンサイジングされた。このダウンサイジングに伴い3列目のシートは廃され、2列/5人乗りとなった。
4WDシステムは一新され、4WDはハルデックス製の湿式マルチプレートクラッチユニットを介し、走行状況に応じて前後駆動力配分を100対0から0対100に調整するシステムとなった。また、後輪には電子制御リミテッドスリップデフ（eLSD）が備わり、必要に応じて左右輪への駆動力配分が行われる。
サスペンション形式についてはリヤこそ同じマルチリンクだが、フロントはダブルウィッシュボーンからマクファーソンストラットに変更された。グレードによりスポーツサスペンションと電子制御リアルタイムダンピングショックアブソーバーも採用される。
北米では2009年から発売されたが、翌2010年の8月26日には日本でも発表された（左ハンドル車のみで現時点での右ハンドル車の発売は未定。発売は12月11日。同日にはCTSクーペも発表された）。エンジンは2.8L・V6ターボ（2010年モデルのみ）とCTSにも搭載される直噴の3.0L・V6が用意されるが、日本仕様は後者のみとなる（最高出力269PSと最大トルク30.8kgmを発生）。使用燃料をハイオクガソリン対応からレギュラーガソリン対応としたことで経済性にも配慮している。組み合わされるトランスミッションはマニュアルモード付きの6ATのみである。
安全装備については先代同様充実していて、デュアルステージフロントエアバッグ、サイド／ヘッドカーテンエアバッグ、トラクションコントロール、スタビリトラックが標準で備わる。また、快適装備としてポップアップスクリーンのHDDナビゲーションシステムや10スピーカーのBOSEサラウンドサウンドシステムなども用意される。
2012年4月、ニューヨーク国際オートショーにてフェイスリフトを受けた2013年モデルが発表される。外観はフロントグリルが一新され、20インチアルミホイールがオプションで用意されるほか、新色が3色追加された。インテリアも改良され、キャデラックの新しいインフォテインメントシステムであるCUE（Cadillac User Experienceの略）が標準装備となった。CUEは8インチLCDマルチタッチスクリーンを備えており、スマートフォンやタブレットと同様に「スワイプ」、「ピンチ」、「スプレッド」のジェスチャーを使用できる。また、アクティブノイズキャンセレーションシステムが装備された。
2016年をもち生産終了をし、後継モデルはキャデラック・XT5である。